# 劉贇
劉贇（10世纪？—951年2月24日），本名刘承赟，五代時期後漢宗室，生父劉崇，養父劉知遠。權臣郭威假意立之為漢帝，卻在赴京途中貶之為湘陰公，後被郭威所殺。

## 生平
其生父北漢世祖劉旻是後漢高祖劉知遠的弟弟，劉贇十分受伯父劉知遠喜愛，因此被過繼為劉知遠的養子。
後漢隱帝乾祐元年（948年），任武寧節度使（駐守今江苏省徐州市）。乾祐二年，加同平章事。
乾祐三年（950年），漢隱帝為了親自掌權，殺死樞密使郭威一家，郭威叛變，漢隱帝被亂兵所殺。郭威进入京师开封府，见诸臣无立己之意，又忌惮刘崇、刘信、劉贇握重兵在外，于是假装改立其弟刘承勋，承勋卧病不能胜任，于是郭威派太师冯道迎劉贇至首都開封府（今河南省开封市）即位。未料不久郭威就假借黃旗加身，在士兵的擁戴之下自立為君，而劉贇當時正行至中途的宋州，處於尷尬的困境。刘崇以为儿子将被拥立为帝，没有听从手下的建议，按兵不动。劉贇在其衛兵投降郭威後遭軟禁于外馆，并被李太后下詔，废為湘陰公，授开府仪同三司、检校太师、上柱国。數日後，郭威正式稱帝，建立後周，時為951年正月。不久，劉贇就被郭威派人殺害。其后，其父刘崇在太原登基，建立北汉。
妻董氏，生子刘继文。

## 不貳臣鞏楊殉節
劉贇離開徐州時，留部屬鞏庭美、楊溫守徐州。鞏、楊二人不肯歸順後周，951年三月周軍攻陷徐州，二人被殺。

## 延伸阅读
[在维基数据编辑]
 《舊五代史·卷105》，出自薛居正《舊五代史》